# Lac de Brielle
Pour les articles homonymes, voir Brielle.
 (août 2018).
Si vous disposez d'ouvrages ou d'articles de référence ou si vous connaissez des sites web de qualité traitant du thème abordé ici, merci de compléter l'article en donnant les références utiles à sa vérifiabilité et en les liant à la section « Notes et références ».
| \| Rotterdam Brielle Beerenplaat Charlois Flardingue Schiedam Maassluis Maasdijk Scheur Canal Hartel Vieille Meuse Nouvelle Meuse Oostvoorne Brielse Gatdam Brielse Maasdam Lac d'Oostvoorne Lac de Brielle Rozenburg Spijkenisse Nieuwe Waterweg Canal Caland \| En bleu foncé des bras morts de la Meuse de Brielle |
| Rotterdam Brielle Beerenplaat Charlois Flardingue Schiedam Maassluis Maasdijk Scheur Canal Hartel Vieille Meuse Nouvelle Meuse Oostvoorne Brielse Gatdam Brielse Maasdam Lac d'Oostvoorne Lac de Brielle Rozenburg Spijkenisse Nieuwe Waterweg Canal Caland                                                           |

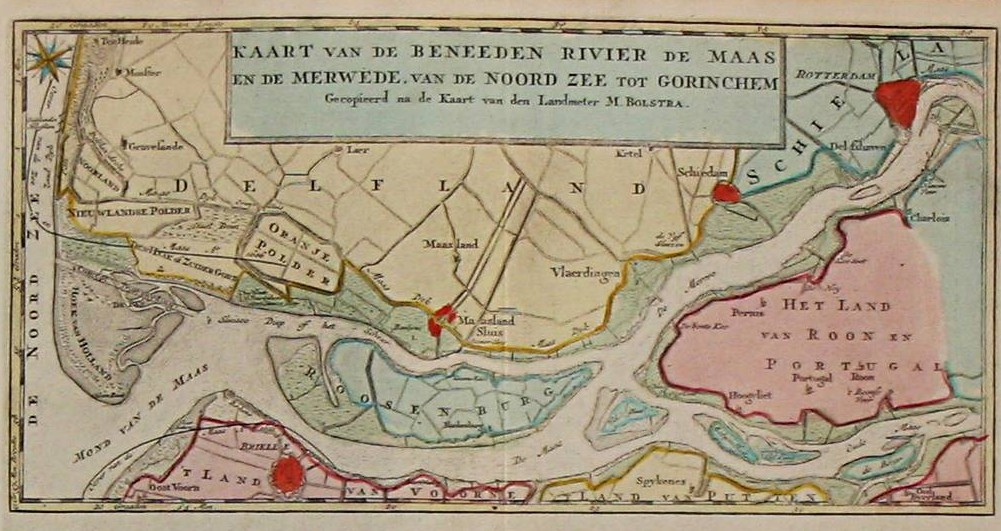
Embouchure de la Meuse en 1769. La Brielse Maas est le cours d'eau entre l'île de Rozenburg (Roosenburg) et la ville de Brielle. Weltplaat est le banc de sable entre Rozemburg et le village de Spijkenisse (Spykenes).

Le lac de Brielle (Brielse Meer en néerlandais) est un lac formé par un bras mort de la Meuse de Brielle, aux Pays-Bas, entre la Mer du Nord et la Vieille Meuse. La ville de Brielle, qui lui donne son nom, est située sur sa rive sud. Le bras du fleuve a été fermé en 1950.

## Histoire
Ce bras de la Meuse et du Rhin assurait la communication du port de Rotterdam avec la Mer du Nord. Au confluent de la Vieille Meuse et de la Nouvelle Meuse, il se divisait entre Meuse de Brielle (la Brielse Maas en néerlandais) au sud de l'île de Rozenburg et le Scheur au nord de l'île.
La Meuse de Brielle s'est envasée au cours des siècles et elle a été séparée du Scheur par un barrage lors de la construction du Nieuwe Waterweg en 1872
.
Après la Seconde Guerre mondiale, il a été décidé de fermer complètement l'ancienne rivière, les îles de Rozenburg, Voorne-Putten et Welplaat forment ainsi un seul ensemble, avec en son centre un lac désormais appelé le Brielse Meer. Cela a été rendu nécessaire par la salinisation de l'eau potable. 
En 1949, la construction du Brielse Maasdam pour fermer l'embouchure de la rivière débute entre l'île de Voorne-Putten et l'île de Rozenburg. Le barrage de 900 m est fermé entre le 14 avril et le 20 juin 1950 par 75 caissons. Une porte de 60 m a été laissée, fermée le 3 juillet par un caisson Phoenix, sur le modèle de ceux utilisés lors de la construction des ports Mulberry lors du débarquement allié en Normandie. En aval, un barrage a été construit sur le Botlek le détroit séparant l'île de Rozenburg du banc de sable de Welplaat où naissait la Brielse Maas et percé par un système d'écluses. 
En 1966, un second barrage a été construit entre l'ancien banc de sable de Hoek van Holland, transformé en  avant-port d'Europoort appelé Maasvlakte et l'île de Voorne, créant le Lac d'Oostvoorne qui est une réserve naturelle.
Le lac est alimenté en eau douce par la Vieille Meuse via l'écluse de Voorne à Spijkenisse et par la Spui via la Bernisse. Il constitue ainsi une réserve d'eau douce pour l'île de Voorne-Putten et est un centre de nautisme important.
Depuis les années 1970 et les travaux d'Europoort, le Brielse Meer est longé au nord par le Canal Hartel, creusé dans l'île de Rozenburg. Une digue d'une centaine de mètres de large en moyenne les sépare.